# Johann Andreas Hochstetter
Johann Andreas Hochstetter (* 15. März 1637 in Kirchheim unter Teck; † 8. November 1720 in Bebenhausen, heute Stadtteil von Tübingen) war ein lutherischer Theologe und Professor an der Eberhard Karls Universität Tübingen.

## Leben und Werk
Der Sohn des Spezialsuperintendenten und Stadtpfarrers Johann Conrad Hochstetter (* 1583 in Gerhausen; † 1661 in Kirchheim unter Teck) wurde 1659 Diakonus in Tübingen, 1668 Pfarrer in Walheim bei Besigheim, 1672 Dekan in Böblingen, 1677 Stiftsephorus und Professor für griechische Sprache und 1680 Theologieprofessor in Tübingen.
1659 verheiratete er sich mit Elisabeth Barbara Cuhorst, die aber früh verstarb. In zweiter Ehe war Hochstetter ab September 1666 mit Anna Katharina Linde (* 1647 in Tübingen; † 1697 in Bebenhausen) verheiratet. Aus der ersten Ehe ging ein Sohn Gottfried Konrad hervor, aus der zweiten Ehe sechs weitere Söhne und eine Tochter: Andreas Adam (1668–1717), Georg Friedrich (* 1670), Augustin (* 1671), Christian (* 1672), Wilhelm Friedrich (* 1674), Christina Sara (* 1677) und David (* 1681).
1681 wurde Hochstetter zum Prälaten (Generalsuperintendent) sowie Abt im Kloster Maulbronn, 1689 zum Prälaten von Bebenhausen ernannt. In den nächsten 15 Jahren war er einer der führenden Kleriker in Württemberg. Er wollte der württembergischen Kirche die Reformbestrebungen des von Philipp Jacob Spener formulierten Pietismus zugänglich machen und unter dem Einfluss von August Hermann Franckes pädagogischen Schriften die katechetische Methode im religiösen Unterricht durchzusetzen. 1692 führte er Stücke aus Luthers Katechismus dem Katechismus von Johannes Brenz zu – so entstand der Württembergische Katechismus. Schon 1692 trat er für die Einführung der Konfirmation ein, die jedoch erst 1721 erfolgte.
Veranlasst durch August Hermann Francke gründete Professor Johann Heinrich Callenberg in Halle das Institutum Judaicum et Muhammedicum, das – angeregt durch Hochstetter – „Judenmissionare“ ausbilden sollte. Seine Vorstellung über die Einführung von Hausvisitationen und Aufbau von Presbyterien scheiterten; er verteidigte nachdrücklich die 1703 in Tübingen eingeführte Repetetenstunde. Daraus entstanden die württembergischen pietistischen Erbauungszirkel.
Dem Tübinger Universitätskanzler Johann Wolfgang Jäger, einem Gegner des Pietismus, gelang es 1715, ihn auszuschalten. Dennoch ist es Hochstetter zu verdanken, dass es endgültig nicht zu einer Rückwendung zum Konfessionalismus kam.
Hochstetter errichtete 1720 als Prälat zu Bebenhausen eine Familienstiftung für die Eberhard Karls Universität Tübingen. Als „Hochstettersches Legat“ ist sie vereinigt mit der „Stiftung Hochmann“.